# Брестница (Добричская область)
Брестница (болг. Брестница) — село в Болгарии. Находится в Добричской области, входит в общину Тервел. Население составляет 9 человек.